# Ingeborg Wærn Bugge
Ingeborg Wærn Bugge, född 5 mars 1899 i Kristiania, död 26 januari 1991 i Nacka, var Sveriges första kvinnliga arkitekt. Hon var en av de kvinnliga pionjärerna inom arkitekturen i Sverige och ritade ett flertal bostadshus och skolhus samt utförde renoveringar av kyrkobyggnader.

## Uppväxt och utbildning

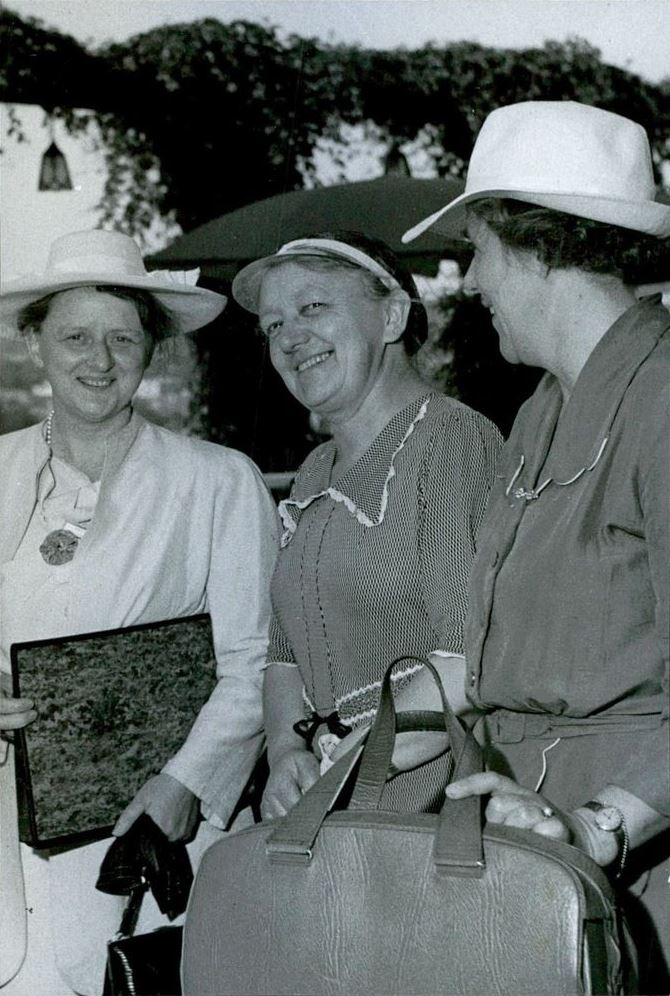
Ingeborg Wærn Bugge, professor Rosa Delrue och fröken Greta Kassman i samband med 8:e Internationella Rationaliseringskongressen i Stockholm 1947.

Ingeborg Wærn Bugge var dotter till skeppsredaren Dagfinn Bugge och författaren Elisabeth Wærn. Efter föräldrarnas skilsmässa flyttade hon 1902 tillsammans med sin mor och brodern Thorild till Göteborg, där hon gick i Göteborgs samskola. De flyttade därefter till Stockholm där hon 1918 tog studentexamen på Whitlockska samskolans reallinje med högsta betyg i engelska, filosofi, svenska och teckning.
Ingeborg Wærn Bugge inledde sina arkitekturstudier vid Kungliga Tekniska Högskolan 1919; hon antogs som specialelev då kvinnor hade då inte ännu fått tillträde till högskolan. Vid den tiden hade hon redan i flera månader praktiserat för arkitekten Folke Bensow och fick börja direkt i årskurs två. Hon var den fjärde kvinnan någonsin på arkitekturprogrammet, efter Agnes Magnell, Anna Mohr och Signe Christensen. Hon utexaminerades 1922 varefter hon, med stipendium från Fredrika-Bremer-Förbundet, bedrev studieresor till Italien, Schweiz och Tyskland. Därefter följde en period där hon arbetade för olika arkitekter, 1923 för Folke Bensow, 1924–1926 för Carl Bergsten, 1927 för Evert Milles och 1928 för Karl Güettler. Åren 1926–1928 studerade hon vid Konsthögskolans arkitekturskola för professor Ragnar Östberg. Hon var den första kvinnan som antogs till utbildningen och avslutade den med högsta betyg i sin kurs.

## Yrkesverksamhet
År 1929 öppnade Ingeborg Wærn Bugge och en annan KTH-alumn, Kjerstin Göransson-Ljungman, ett eget kontor, som de kom att driva tillsammans fram till 1936. De intresserade sig särskilt för kvinnors arbetsvillkor i hemmet och var kritiska mot de små köken som lanserades på Stockholmsutställningen 1930. År 1936 publicerade de boken Bostad och hushållsorganisation : studie över ett aktuellt rationaliseringsproblem.
Sedan samarbetet med Kjerstin Göransson-Ljungman upplöstes 1936 behöll Ingeborg Wærn Bugge kontoret. Under de följande åren intresserade hon sig framförallt för bostadsutformning och bland annat reste runt om i Sverige för att kartlägga jordbrukarnas levnadsvillkor. Hon undervisade även i hushållsskolor på landsbygden samt på kurser organiserade av Svenska Slöjdföreningen och Fredrika-Bremer-Förbundet. Hon var verksam som skribent och publicerade ett flertal böcker och artiklar i bland annat Idun, Svenska Dagbladet och Form. Till det år 1950 utgivna verket Svensk yrkeskvinna bidrog hon med artikeln "Kvinnliga arkitekter och civilingenjörer" i vilken hon tog upp kvinnors villkor och problem i arkitektyrket.
Ingeborg Wærn Bugge var medlem i sällskapet Nya Idun sedan 1938 och bland annat i Svenska Arkitekters Riksförbund samt, sedan 1935, Svenska Teknologföreningen. Hon var suppleant i Stockholms stads fastighetsnämnd 1943–1945, styrelseledamot i Hemmens forskningsinstitut 1945–1952, ledamot i kommunfullmäktige i Nacka 1955–1969 och ordförande i Svenska Kvinnors Nationalförbund 1959–1969. I december 1953 utförde hon uppdrag i Paris för Förenta Nationerna. Åren 1953–1965 var hon anställd på Byggnadsstyrelsens kulturhistoriska byrå där hon arbetade med flera kyrkorestaureringar; från 1962 till 1965 var hon byrådirektör. Hon gick i pension 1974.
Ingeborg Wærn Bugge förblev ogift och barnlös livet ut.

## Uppdrag i urval

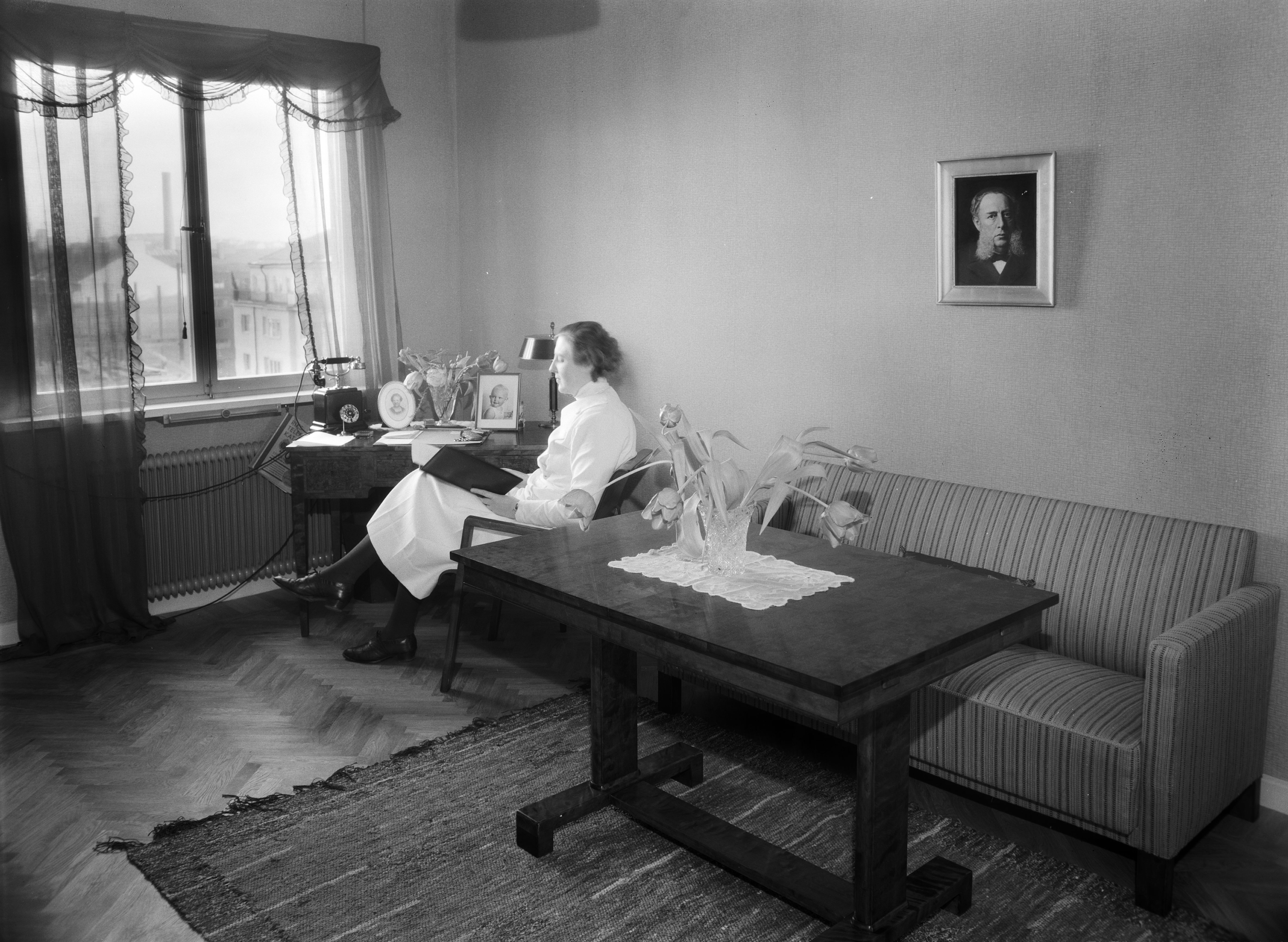
Fredrik Eens Minne, hem för ensamma mödrar, interiör. Ingeborg Wærn Bugge ritade tillsammans med Kjerstin Göransson-Ljungman.

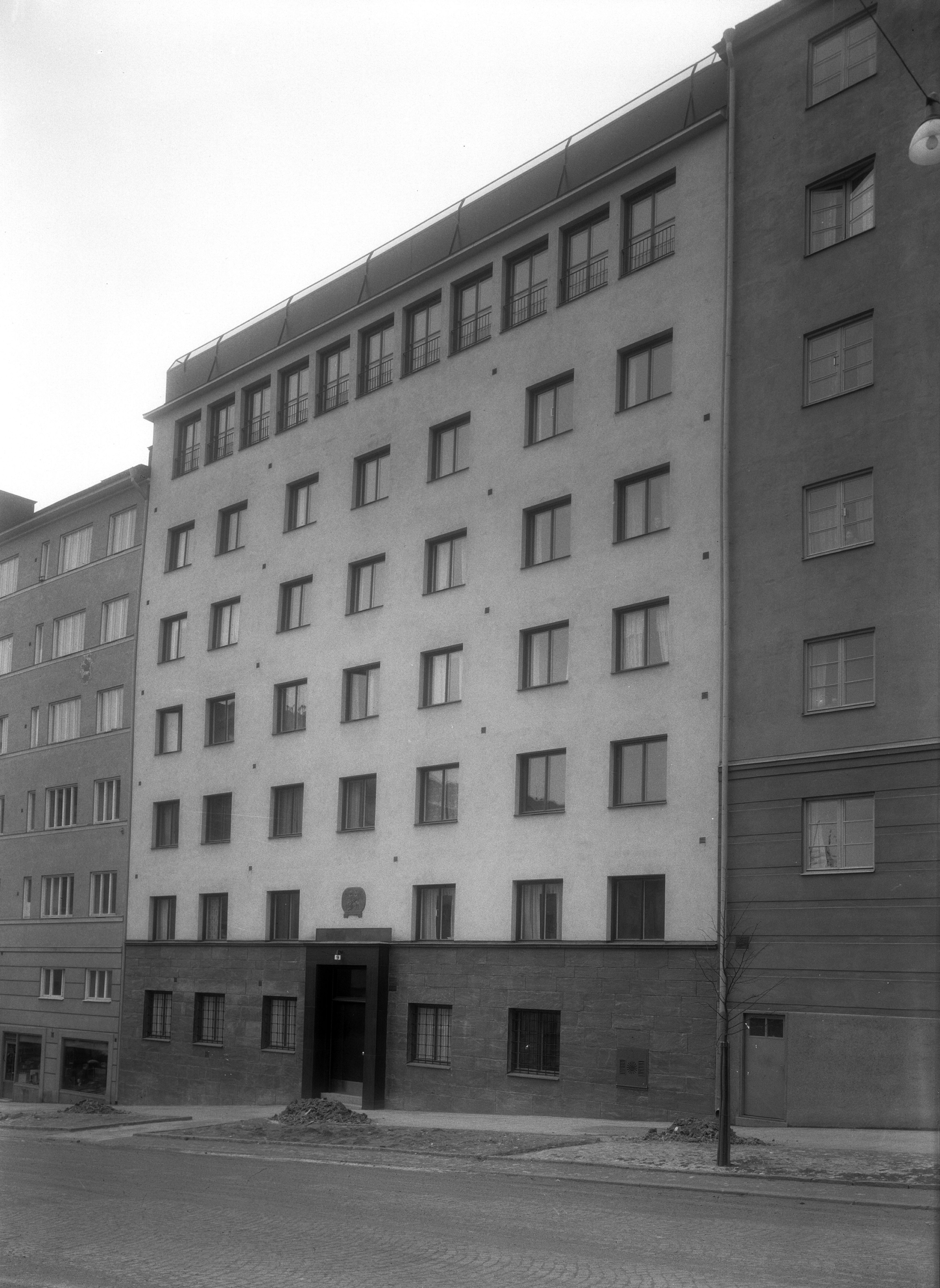
Fredrik Eens Minne, hem för ensamma mödrar, exteriör.

- 1930 – förslag till epileptikersjukhus i Sköndal[14]

- 1931 – Magasin Scania Vabis i Södertälje[8]
- 1932–1935 – Stiftelsen Fredrik Eens minne, hem för ensamma mödrar på Kungsholmen[14]
- 1931 – Hällefors folkhögskola[14]
- 1936 – egnahem åt Mo och Domsjö AB i Alfredshem[14]
- 1937 – egnahem åt Borås Wäfveri i Skene[4]
- 1937 – Studentskegården i Lund, inredning[4]
- 1938 – Fredrika Bremer-rummet i Philadelphia, inredning[4]
- 1939 – Bergatorps Hemskola, om- och tillbyggnad[14]
- 1940 – inredningsarbeten för sju barnhem och ett konvalescenthem i Norge[4]
- 1940–1941 – förslag till personalbostäder vid ett hem för tuberkulossjuka utanför Södertälje[14]
- 1943 – Rösta lanthushållsskola[14]
- 1945–1946 – Benninge lanthushållsskola i Strängnäs[14]
- 1946 – hem för ensamma mödrar i Norrköping[14]
- 1949 – Vackstanäs lanthushållsskola i Södermanland[14]
- 1950 – villa i kvarteret Vildgåsen 1 i Saltsjöbaden[14]
- 1951 – Malgomaj lanthushållsskola i Lappland[14]
- 1966 – restaurering av Ölme kyrka[14]
- 1966 – Roggeborgen i Strängnäs, inredning för Kungliga Biblioteket[4]
- 1966–1970 – restaurering av Paulinska huset i Strängnäs[14]
- 1969 – restaurering och tillbyggnad av Skålleruds kyrka[4]
- 1972 – restaurering av Skatelövs kyrka[4]
- 1975 – restaurering av Ljuders kyrka[14]
- 1976 – restaurering av Furuby kyrka[14]

## Publikationer
- Bugge, Ingeborg Wærn; Göransson-Ljungman Kjerstin (1936). Bostad och hushållsorganisation: studie över ett aktuellt rationaliseringsproblem : staden, landet. Stockholm: Koop. förb. Libris 1381980
- Bugge, Ingeborg Wærn; Jeansson Alice, Haglund Anna (1937). Med begränsade medel gå vi att sätta bo. Meddelanden från Skattebetalarnas förening, 0280-3763 ; 55. Stockholm. Libris 1373249
- Bugge, Ingeborg Waern (1938). Studier rörande det svenska jordbrukets byggnadsskick berättelse över en med understöd av Löfvenskiöldska stipendiefonden år 1937 företagen resa i skilda delar av Sverige. Meddelande från Kungl. Lantbruksakademiens mekaniska avdelning ; 5. Stockholm: Fritzes bokförlag. Libris 1373206
- Bugge, Ingeborg Wærn (1938). Lantbrukarebostaden. Nordisk rotogravyrs handböcker för jordbrukare, 99-1246010-3 ; 31. Stockholm. Libris 1196189
- Bugge, Ingeborg Wærn (1939). Ett trivsamt hem: praktiska råd och vinkar. Stockholm: Singer Co. symaskins aktiebolag. Libris 1381979
- Bugge, Ingeborg Wærn; Boëthius Gerda (1940). Lanthemmets inredning. Nordisk rotogravyrs handböcker för jordbrukare, 99-1246010-3 ; 36. Stockholm. Libris 1196188
- Bugge, Ingeborg Wærn (1941). Studieplan i bosättning och heminredning. Stockholm. Libris 3193604
- Bugge, Ingeborg Wærn (1941). Gotlandsgårdar i ny gestalt. Samfundet för hembygdsvård. Småskrift ; 9. Stockholm: Samf. Libris 1413956
- Bugge, Ingeborg Waern; Nyrén, Nea (1953). Heminredning och hemvård. Stockholm. Libris 8220942
- Bugge, Ingeborg Wærn; Aspe Gunnar (1956). Gamla möbler i nya hem. Stockholm: LT. Libris 8218479
- Bugge, Ingeborg Wærn (1977). I min mormors hus. Stockholm: Norstedt. Libris 7152610. ISBN 91-1-773282-4